# Nincs mitől félni
A Nincs mitől féni, második szinkronban Jobb félni, mint megijedni! (eredeti cím: Nothing to Fear) a Batman: A rajzfilmsorozat első évadjának tizedik része. Amerikában 1992. szeptember 15-én mutatták be.

## Cselekmény
A Madárijesztő és két embere betör a Gothami Egyetemre és egy csomó pénzt zsákmányol. Valójában azonban a bosszú hajtja, amiért annak idején lapátra tették. A bűnöző legfőbb fegyvere a félelem, ezzel hatástalanítja a biztonsági őrt. A megérkező Batmant szintén eltalálja a fegyver és szüntelenül gyötrik látomásai. Kínozza lelkiismeret-furdalása, amiért annak idején nem tudta megmenteni apját és anyját, és a látomás ugyanezt traktálja belé. Végül Batman legyőzi félelmét, s a Madárijesztőt saját fegyverével győzi le.

## Szereplők
| Szereplő             | Eredeti hang    | Magyar hang        | Magyar hang        |
| Szereplő             | Eredeti hang    | 1. magyar változat | 2. magyar változat |
| -------------------- | --------------- | ------------------ | ------------------ |
| Batman / Bruce Wayne | Kevin Conroy    | Rosta Sándor       | Sótonyi Gábor      |
| Harvey Bullock       | Robert Costanzo | Melis Gábor        | Várkonyi András    |
| James Gordon         | Bob Hastings    | Szokolay Ottó      | Forgács Gábor      |
| Alfred Pennyworth    | Clive Revill    | Makay Sándor       | Makay Sándor       |
| Summer Gleeson       | Mari Devon      | Radó Denise        | Németh Kriszta     |
| Dr. Long             | Kevin McCarthy  | ?                  | Versényi László    |
| Komputer             | Richard Moll    | ?                  | ?                  |
| Anthony              | Richard Moll    | ?                  | Varga Tamás        |
| Nigel                | Richard Moll    | ?                  | ?                  |
| Madárijesztő         | Henry Polic II  | Balázsi Gyula      | Szokol Péter       |

## Érdekességek
- Bullock Zorro-hoz hasonlítja Batmant.
- Eme epizódnak némely része meg lett jelenítve a Batman: Kezdődik! című filmben is, ahol a Madárijesztő a főellenség.
- Az első epizód, amelyben bepillantást nyerhetünk Bruce Wayne múltjába.